# Блато (Мљет)
Блато је насељено место у саставу општине Мљет, на острву Мљету, Дубровачко-неретванска жупанија, Република Хрватска.

## Географски положај
Смештено је на средњем делу острва уз плодно, истоимено, поље.

## Историја
До територијалне реорганизације у Хрватској налазило се у саставу старе општине Дубровник.
Доласком словенског становништва на Мљет, оснивају се прва стална насеља на острву. Блато је настало као треће насеље, уз врло плодно поље, које се се налази у непосредној близина Блатске блатине, извора питке воде, која је напајала цело поље и од које је настало и име места. Због свог повољног положаја, Блато је у једном тренутку било толико велико насеље да је имало властиту основну школу, која данас више није отворена.

## Становништво
На попису становништва 2011. године, Блато је имало 39 становника.
| Број становника по пописима | Број становника по пописима | Број становника по пописима | Број становника по пописима | Број становника по пописима | Број становника по пописима | Број становника по пописима | Број становника по пописима | Број становника по пописима | Број становника по пописима | Број становника по пописима | Број становника по пописима | Број становника по пописима | Број становника по пописима | Број становника по пописима | Број становника по пописима |
| --------------------------- | --------------------------- | --------------------------- | --------------------------- | --------------------------- | --------------------------- | --------------------------- | --------------------------- | --------------------------- | --------------------------- | --------------------------- | --------------------------- | --------------------------- | --------------------------- | --------------------------- | --------------------------- |
| 1857                        | 1869                        | 1880                        | 1890                        | 1900                        | 1910                        | 1921                        | 1931                        | 1948                        | 1953                        | 1961                        | 1971                        | 1981                        | 1991                        | 2001                        | 2011                        |
| 107                         | 93                          | 78                          | 118                         | 119                         | 160                         | 204                         | 227                         | 174                         | 165                         | 141                         | 107                         | 91                          | 77                          | 46                          | 39                          |

Напомена: У 1981. смањено издвајањем делова насеља Козарица и Ропа у самостална насеља. У 1857., 1869., 1921. и 1931. садржи податке за насеље Ропа.
Блато је од постанка било једно од већих насеља на острву, али због исељавања становништа на обалу, поглавито у насеља Ропа и Козарица, сваким пописом становника Блато бележи пад броја становника.

### Попис1991.
На попису становништва 1991. године, насељено место Блато је имало 77 становника, следећег националног састава:
| Попис 1991.‍ | Попис 1991.‍ | Попис 1991.‍ | Попис 1991.‍ | Попис 1991.‍ |
| ----------- | ----------- | ----------- | ----------- | ----------- |
|             |             |             |             |             |
| Хрвати      | Хрвати      |             | 73          | 94,80%      |
| непознато   | непознато   |             | 4           | 5,19%       |
| укупно: 77  |             |             |             |             |

## Привреда
Насеље је смештено подно високог брда (514 м), на рубним деловима плодног поља, које је било потпуно заштићено са свих страна те није било страха од ненаданих напада и то су били главни услови да Блато своју привреду темељи на гајењу винове лозе те излову јегуља, које се у зимско време мресте у оближњој блатини. Своје производе становништво је извозило у Дубровник преко 4 км удаљене луке Козарице. Данас се становништво још увек бави гајењем винове лозе, али градњом водоцрпне станице, постаје острвски водоводни центар, врло битан у летњим месецима.